# Diego Schalper

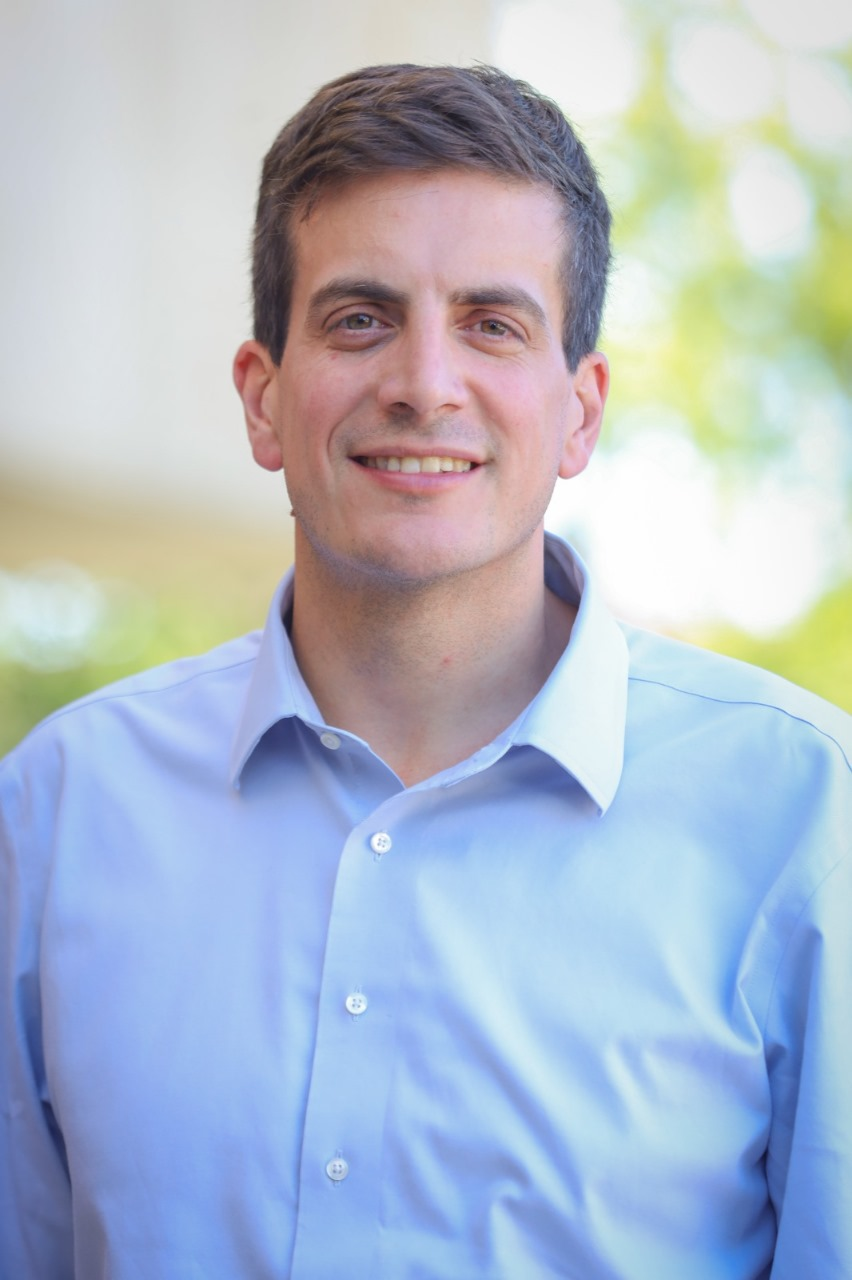
Diputado Diego Schalper

Diego Ignacio Schalper Sepúlveda (Santiago, 14 de marzo de 1985) es un abogado, académico y político chileno, militante de Renovación Nacional (RN), partido del cual ejerce como secretario general desde junio de 2021. Desde marzo de 2018 se desempeña como diputado de la República, bajo un segundo período consecutivo, en representación del distrito N.° 15 de la Región del Libertador General Bernardo O'Higgins, periodo 2022-2026.

## Vida personal
Hijo del matrimonio compuesto por Christian Schalper Schwencke y María Elena del Carmen Sepúlveda Maldonado. Su padre, de profesión ingeniero civil, es militante del partido Renovación Nacional, fue alcalde designado de Puente Alto entre 1988 y 1990 durante el gobierno militar(Chile) del general Augusto Pinochet, y durante el segundo gobierno de Sebastián Piñera ejerció como director de la División de Administración y Finanzas de la Secretaría General de Gobierno (Segegob). Su madre es químico farmacéutico y es la actual directora del Servicio de Salud Metropolitano Oriente.
Está casado con María José Simian López, con quien es padre de dos hijos.
Es integrante del Movimiento Generación por la Vida; y uno de los ocho miembros del Observatorio de la Juventud del Vaticano.

## Estudios
Cursó sus estudios primarios y secundarios en el Colegio Alemán de Santiago, donde egresó en 2002. Posteriormente, realizó los superiores en la carrera de derecho en la Pontificia Universidad Católica (PUC), titulándose como abogado el 1 de octubre de 2010, con la memoria: Justicia constitucional iberoamericana y derecho a la vida. Luego, en el 2015 obtuvo un máster en derecho, mención en derecho público en la Universidad Libre de Berlín. Asimismo, el 2019, obtuvo el grado de doctor en derechos sociales económicos y culturales en la Universidad de Marburgo, Alemania.

## Vida laboral y académica
Se ha desempeñado como profesor de la Universidad Andrés Bello y Universidad San Sebastián. En la actualidad, es profesor de derecho constitucional de la Pontificia Universidad Católica de Chile y Universidad del Desarrollo.
Fue director ejecutivo del centro de estudios Idea País entre 2010 y 2013 y coordinador general de los Grupos de Desarrollo Humano en la misma fundación, a partir de 2016. Más tarde se desempeñó como vicepresidente de la Fundación Construye Sociedad entre 2016 y 2017. En la actualidad preside la ONG sobre desarrollo regional y empoderamiento ciudadano, Me Comprometo.

## Trayectoria política
Inició su actividad política durante sus años de estudiante, como vicepresidente, en 2006 y presidente del Centro de Estudiantes de la Facultad de Derecho de la Pontificia Universidad Católica de Chile en 2007. Consejero Superior de la Federación de Estudiantes de la Universidad Católica de Chile (FEUC) en 2008 y delegado ante la Confederación de Estudiantes de Chile (Confech).
En las elecciones parlamentarias de 2017, resultó elegido diputado por el 15° distrito que contempla las comunas de Codegua, Coinco, Coltauco, Doñihue, Graneros, Machalí, Malloa, Mostazal, Olivar, Quinta de Tilcoco, Rancagua, Rengo y Requínoa, Región del Libertador Bernardo O'Higgins, como candidato independiente en la lista del partido Renovación Nacional (RN) y en el pacto Chile Vamos, por el periodo legislativo 2018-2022. Obtuvo 19.285 votos correspondientes a un 10,69% del total.
Integró las comisiones permanentes de Derechos Humanos y Pueblos Originarios, y de Educación. Formó además, parte de las comisiones especiales investigadoras sobre Adquisición de tierras indígenas; sobre Fiscalizar a órganos competentes en gestión de recursos hídricos, en relación con mega sequía; y sobre Operaciones financieras entre Bancard Inversiones Ltda. y empresas en paraísos fiscales. A nivel partidista, integró el Comité parlamentario de RN.
Paralelamente, durante las elecciones internas de RN de junio de 2021, fue elegido como secretario general de la colectividad presidida por Francisco Chahuán, asumiendo el 20 de junio de ese año.
En agosto de 2021 postuló a la reelección como diputado por el distrito n° 15 en representación de su partido, dentro del pacto «Chile Podemos Más», por el periodo 2022-2026. En las elecciones parlamentarias de noviembre de ese año, logró la reelección, al obtener 17.124 votos, correspondientes al 8,62% del total de los sufragios válidos. Asumió el cargo el 11 de marzo de 2022, pasando a integrar la comisión permanente de Seguridad Ciudadana.

## Reconocimientos
- En 2009 recibió en su universidad el Premio Monseñor Carlos Casanueva y el Premio Profesor Jaime Guzmán.[1]
- En 2010 fue reconocido como uno de los 100 líderes jóvenes, otorgado por la revista Sábado, del diario El Mercurio.[1]
- En 2015 fue reconocido como el mejor alumno de su promoción en sus estudios de Magíster en Derecho (LLM), en la Universidad Libre de Berlín (Alemania).[1]

## Controversias
Durante la campaña parlamentaria de 2017, Schalper utilizó la imagen de Nabila Rifo, mujer víctima de violencia de género, para denunciar la ausencia de justicia ante casos como aquel o similares de violencia contra la mujer. Schalper indicó que la utilización de su imagen no era un aprovechamiento, sino que más bien una crítica al actuar de la justicia en Chile. Finalmente, la justicia determinó que Schalper incurrió en una ilegalidad, al utilizar la imagen de la mujer sin su consentimiento, siendo ordenado a quitar de la campaña las imágenes.
Fue acusado de cohecho por parte de su compañero de partido, Andrés Celis (RN), con base en la discusión del retiro del 10% de los fondos de pensiones, derivado de la crisis económica acaecida por la Pandemia por COVID-19 en Chile.  A raíz de esto, las diputadas Camila Rojas y Claudia Mix presentaron una denuncia en contra de Schalper por negociación incompatible, tráfico de influencia y cohecho lo que quedó en nada. 

## Historial electoral

### Elecciones parlamentarias de 2017
- Elecciones parlamentarias de 2017, candidato a diputado por el distrito 15 (Codegua, Coinco, Coltauco, Doñihue, Graneros, Machalí, Malloa, Mostazal, Olivar, Quinta de Tilcoco, Rancagua, Rengo y Requínoa)[6]

### Elecciones parlamentarias de 2021
- Elecciones parlamentarias de 2021, candidato a diputado por el distrito 15 (Codegua, Coinco, Coltauco, Doñihue, Graneros, Machalí, Malloa, Mostazal, Olivar, Quinta de Tilcoco, Rancagua, Rengo y Requínoa).[14]